# Псалом 128
Псалом 128 (у масоретській нумерації — 129) — 128-й псалом Книги псалмів. Він належить до одного із 15 псалмів, які починаються словами «Висхідна пісня» (Shir Hama'a lot, гебр. שיר המעלות בשוב ה’). 

## Контекст
Псалом належить до групи подячних пісень народу. У цьому псалмі народ Ізраїлю покликаний пам'ятати, яку допомогу він отримав від Бога, і хвалити Бога за це. Псалом має певну схожість із псалмом 123. Друга частина вказує на те, що навіть у часи псалмоспівця знову було переслідування населення Ізраїлю. Псалом закінчується священичим благословенням.

## Текст
| Вірш | Гебрейська мова                                            | Давньогрецька мова (Септуаґінта)                                                         | Латинська мова (Вульгата)                                                                          | Українська мова (Переклад Хоменка)                                                               |
| ---- | ---------------------------------------------------------- | ---------------------------------------------------------------------------------------- | -------------------------------------------------------------------------------------------------- | ------------------------------------------------------------------------------------------------ |
| 1    | שִׁיר, הַמַּעֲלוֹת: רַבַּת, צְרָרוּנִי מִנְּעוּרַי-- יֹאמַר-נָא, יִשְׂרָאֵל           | ᾿Οιδὴ τῶν ἀναβαθμῶν. Πλεονάκις ἐπολέμησάν με ἐκ νεότητός μου, εἰπάτω δὴ Ισραηλ,          | Canticum graduum. [Sæpe expugnaverunt me a juventute mea, dicat nunc Israël;                       | Висхідна пісня. Надто мене гнобили вже з юнацтва мого, — нехай собі Ізраїль скаже.               |
| 2    | רַבַּת, צְרָרוּנִי מִנְּעוּרָי; גַּם, לֹא-יָכְלוּ לִי                         | πλεονάκις ἐπολέμησάν με ἐκ νεότητός μου, καὶ γὰρ οὐκ ἠδυνήθησάν μοι.                     | sæpe expugnaverunt me a juventute mea: etenim non potuerunt mihi.                                  | Надто мене гнобили вже з юнацтва мого, — але мене не подолали.                                   |
| 3    | עַל-גַּבִּי, חָרְשׁוּ חֹרְשִׁים; הֶאֱרִיכוּ, למענותם לְמַעֲנִיתָם                | ἐπὶ τοῦ νώτου μου ἐτέκταινον οἱ ἁμαρτωλοί, ἐμάκρυναν τὴν ἀνομίαν αὐτῶν·                  | Supra dorsum meum fabricaverunt peccatores; prolongaverunt iniquitatem suam.                       | На моїй спині орачі орали, борозни довгі поробили.                                               |
| 4    | יְהוָה צַדִּיק; קִצֵּץ, עֲבוֹת רְשָׁעִים                                 | κύριος δίκαιος συνέκοψεν αὐχένας ἁμαρτωλῶν.                                              | Dominus justus concidit cervices peccatorum.                                                       | Та Господь справедливий, він розтяв пута беззаконних.                                            |
| 5    | בֹשׁוּ, וְיִסֹּגוּ אָחוֹר-- כֹּל, שֹׂנְאֵי צִיּוֹן                            | αἰσχυνθήτωσαν καὶ ἀποστραφήτωσαν εἰς τὰ ὀπίσω πάντες οἱ μισοῦντες Σιων.                  | Confundantur, et convertantur retrorsum omnes qui oderunt Sion.                                    | Хай осоромляться й назад відступлять усі ті, що Сіон ненавидять!                                 |
| 6    | יִהְיוּ, כַּחֲצִיר גַּגּוֹת-- שֶׁקַּדְמַת שָׁלַף יָבֵשׁ                           | γενηθήτωσαν ὡς χόρτος δωμάτων, ὃς πρὸ τοῦ ἐκσπασθῆναι ἐξηράνθη·                          | Fiant sicut fœnum tectorum, quod priusquam evellatur exaruit:                                      | Хай стануть, як трава на покрівлі, що висихає, ще заки зійде,                                    |
| 7    | שֶׁלֹּא מִלֵּא כַפּוֹ קוֹצֵר; וְחִצְנוֹ מְעַמֵּר                               | οὗ οὐκ ἐπλήρωσεν τὴν χεῖρα αὐτοῦ ὁ θερίζων καὶ τὸν κόλπον αὐτοῦ ὁ τὰ δράγματα συλλέγων,  | de quo non implevit manum suam qui metit, et sinum suum qui manipulos colligit.                    | що нею жнець своєї жмені не наповнить, ані в'язальник — жмутка свого.                            |
| 8    | וְלֹא אָמְרוּ, הָעֹבְרִים-- בִּרְכַּת-יְהוָה אֲלַכְניכֶם; בֵּרַכְנוּ אֶתְכֶם, בְּשֵׁם יְהוָה | καὶ οὐκ εἶπαν οἱ παράγοντες Εὐλογία κυρίου ἐφ᾽ ὑμᾶς, εὐλογήκαμεν ὑμᾶς ἐν ὀνόματι κυρίου. | Et non dixerunt qui præteribant: Benedictio Domini super vos. Benediximus vobis in nomine Domini.] | Перехожі теж не скажуть: «Благословення Господнє на вас! Ми вас благословляємо ім'ям Господнім». |

## Літургійне використання

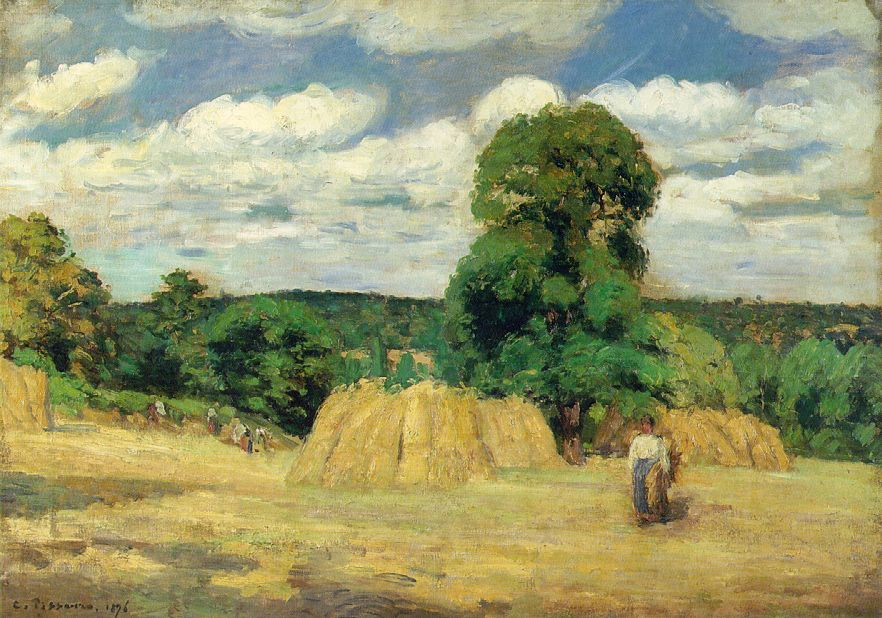
Каміль Піссарро «Жнива» 1876, д'Орсе. Псалом 129 описує кілька мотивів сільськогосподарського життя, включаючи опис жнив у шостому та сьомому віршах.

### Юдаїзм
Цей псалом читають після молитви «Мінха», між Суккотом і святом «Shabbat Hagadol».

### Католицька церква
Згідно Статуту святого Бенедикта (близько 530 AD), цей псалом співали на вечірніх понеділка.
На Літургії годин псалом 128 співають або читають по четвергах четвертого тижня і на обідніх Богослужіннях. 

## Використання у музиці
- Лілі Буланже: «Psaume 129: Ils m'ont assez opprimé» для баритона, хору та оркестру.